# Cornelis Bruynzeel sr.

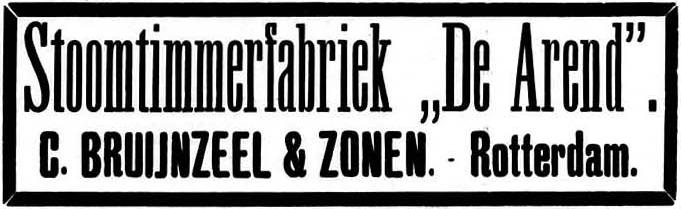
Advertentie Stoomtimmerfabriek De Arend. 1899.

Cornelis (Kees) Bruynzeel sr. (Rotterdam, 28 januari 1875-1956) was een Nederlands industrieel en oprichter van de Bruynzeel Holding.

## Leven
Hij was een zoon van Cornelis Bruijnzeel en Cornelia Magdalena de Haas. Op 4 mei 1899 trouwde hij met Antoinette Lels met wie hij twee zonen had, Cornelis en Willem, en een dochter, Antoinette. Bruynzeel sr. werd al op jonge leeftijd opgenomen in het familiebedrijf, de firma C. de Haas & Bruijnzeel. Op 1 januari 1897 werd de naam van dit bedrijf veranderd in C. Bruijnzeel & Zonen. Niet lang daarna, op 1 augustus 1897, richtte Bruynzeel sr. in Rotterdam een nieuwe fabriek op: Stoomtimmerfabriek De Arend (C. Bruijnzeel & Zonen II). Het logo van de huidige firma's Bruynzeel Keukens en Bruynzeel Vloeren bevat ook nu nog een arend. Hierna werd het bedrijf verschillende keren uitgebreid en gemoderniseerd. In 1919 brandde de fabriek volledig af, waarna Bruynzeel sr. besloot zijn bedrijf ingrijpend te reorganiseren. De fabriek in Rotterdam werd slechts gedeeltelijk herbouwd. Daarnaast werd in 1920 in Zaandam een deurenfabriek gebouwd met zijn oudste zoon, Cornelis Bruynzeel jr., als directeur, terwijl zijn jongste zoon, Willem Bruynzeel, de leiding kreeg over een aparte vloerenfabriek, eveneens in Zaandam. Bij het oprichten van de NV Hollandse Deurenfabriek C.Bruynzeel & Zonen, in oktober 1920, werd de naam Bruijnzeel veranderd in Bruynzeel. In 1928 werd een schaverij gebouwd met Bruynzeel sr. als directeur. In 1936 legde hij deze functie neer en werd hij benoemd tot commissaris van alle bedrijfsonderdelen van de Bruynzeel Holding. Bruynzeel sr. was ridder in de Orde van Oranje-Nassau.

## Kunst

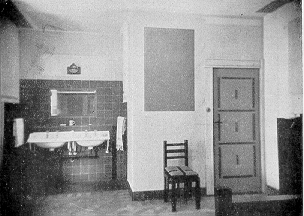
Piet Klaarhamer en Vilmos Huszár. Jongensslaapkamer, Landhuis Arendshoeve, Oosteinde 34, Voorburg. 1919.

Bruynzeel sr. droeg een warm hart toe aan de kunst. Hij was bijvoorbeeld lid van de Haagsche Kunstkring en had bekende ontwerpers in dienst. De reclamestand van de firma Bruynzeel op de Utrechtse jaarbeurs in 1918 werd ontworpen door Vilmos Huszár en in 1919 door het duo Piet Klaarhamer en Bart van der Leck. Huszár was de overbuurman Bruynzeel en in 1917 al ontwierp hij een advertentie voor zijn firma. Later maakte hij ook een reclameboekje voor het bedrijf. Bruynzeel gaf ook privéopdrachten. Zijn landhuis in Voorburg, die hij de Arendshoeve noemde, werd ontworpen door architect Samuel de Clercq. Een van de slaapkamers in dit landhuis, een jongensslaapkamer ontworpen door Piet Klaarhamers terwijl Vilmos Huszar het kleurenschema bedacht, bevindt zich tegenwoordig in het Gemeentemuseum Den Haag. Veel ontwerpers die in opdracht van Bruynzeel sr. werkten waren lid van De Stijl. De firma Bruynzeel behoorde tot de adverteerders van het gelijknamige tijdschrift dat door deze kunstbeweging werd uitgegeven. 
- Biografisch Portaal: 94140887